# Flubber
Flubber är en amerikansk komedifilm från 1997 i regi av Les Mayfield. Filmen är en nyinspelning av Den tankspridde professorn från 1961. I huvudrollerna ses Robin Williams, Marcia Gay Harden, Christopher McDonald, Ted Levine, Raymond J. Barry och Clancy Brown.

## Handling
Den tankspridde professorn Philip Brainard (Robin Williams) är så upptagen med sina uppfinningar att han ständigt glömmer sitt eget bröllop. En dag uppfinner han en märklig grön gelémassa, "flubber", som kan ta alla möjliga och omöjliga former.

## Medverkande
| Karaktär                  | Skådespelare         | Svensk röst       |
| ------------------------- | -------------------- | ----------------- |
| Professor Philip Brainard | Robin Williams       | Dan Ekborg        |
| Dr. Sara Jean Reynolds    | Marcia Gay Harden    | Åsa Bjerkerot     |
| Wilson Croft              | Christopher McDonald | Eric Donell       |
| Chester Hoenicker         | Raymond J. Barry     | Roger Storm       |
| Smith                     | Clancy Brown         | Anders Mårtensson |
| Wesson                    | Ted Levine           | Ulf Källvik       |
| Bennett Hoenicker         | Wil Wheaton          | Nick Atkinson     |